# Fiest'A Sète
 (avril 2017).
Si vous disposez d'ouvrages ou d'articles de référence ou si vous connaissez des sites web de qualité traitant du thème abordé ici, merci de compléter l'article en donnant les références utiles à sa vérifiabilité et en les liant à la section « Notes et références ».
Fiest'A Sète est un festival de musiques du monde qui a lieu tous les étés dans le département français de l'Hérault depuis 1997.

## Quelques artistes ayant participé au festival
Maceo Parker, Goran Bregovic, Bibi Tanga, Gotan Project, Femi Kuti, Omara Portuondo, Amadou et Mariam, Souljazz Orchestra, Sandra Nkake, Milton Nascimento, Kid Creole and the Coconuts, Mahmoud Ahmed, Martha High, Marva Whitney, Daby Touré, Fred Wesley, Cesária Évora, Jimmy Cliff, Georges Moustaki, Susheela Raman, Amparanoïa, Manu Dibango, Paco Ibañez, Bonga, Omar Sosa, Bebel Gilberto, Ruben Blades, Lili Boniche, Idir, Irakere, Compay Segundo, Hamelmal Abate & Imperial Tiger Orchestra, Grupo Fantasma, Caravan Palace, Blitz The Ambassador, Boubacar Traore, Hugh Masekela, El Gusto, Chic feat. Nile Rodgers, Taj Mahal, João Bosco, Le Trio Joubran, Rachid Taha, Rokia Traore, Ester Rada, Bootsy Collins, Fatoumata Diawara & Roberto Fonseca, Orquesta Aragón, Juan Carmona, Nino Josele & Aziz Sahmaoui, Keziah Jones, Trilok Gurtu, Mercadonegro, ...

## Autour du festival
Chaque édition du festival débute avec une semaine concerts gratuits dans différentes communes du Bassin de Thau (Balaruc-les-Bains, Marseillan et Poussan). Le festival se poursuit avec une semaine de concerts au Théâtre de la Mer de Sète pour des soirées thématiques autour d'un style musical, un pays... Cela a donné lieu à des rencontres sur scène : Taj Mahal et Bassekou Kouyaté, Manu Dibango et Hugh Masekela, Lili Boniche et Idir, Mahmoud Ahmed et Alèmayèhu Eshèté, ou encore Yael Naim et Ibeyi...
Fiest'A Sète propose aussi une programmation culturelle plurielle en lien avec les concerts : des tchatches musicales, des séances de cinéma, des expositions dans différents lieux à Sète, des apéros musicaux et afters sur la plage...
Ce festival a aussi la particularité de proposer chaque année depuis la première édition une affiche originale créée par un artiste, parmi lesquels Richard Di Rosa, Hervé Di Rosa, Robert Combas ou Pierre François...